# Стен Грютебуст
Стен Грютебуст (норв. Sten Grytebust, нар. 25 жовтня 1989, Олесунн) — норвезький футболіст, воротар клубу «Олесунн» та національної збірної Норвегії.

## Клубна кар'єра
Народився в Олесунні на заході Норвегії в родині норвежці та ліберійки. Розпочав грати у футбол, виступаючи в полі, але коли воротар його команди отримав травму Грютебуст тимчасово став у рамку воріт. Хороший результат на цій позиції призвів до того, що Стен залишився воротарем. З 2005 року перебував у академії клубу «Олесунн». Після двох сезонів у молодіжних змаганнях, Грютебуст приєднався до першої команди з рідного міста перед сезоном 2008 року.
22 серпня 2009 року Грютебуст дебютував у рідній команді «Олесунн» у матчі чемпіонату проти «Мольде», де отримав позитивні відгуки попри те, що пропустив три голи. Цей матч так і залишився єдиним для молодого воротаря у тому розіграші, а в наступному сезоні 2010 Стен знову зіграв за першу команду лише одну гру, цього разу в Кубку Норвегії. Лише після того як у кінці сезону 2010 року основний воротар клубу Андерс Ліндегор був проданий у «Манчестер Юнайдед», Грютебуст отримав шанс стабільно виступати за клуб і швидко став основним воротарем, допомігши їй виграти Кубок Норвегії 2011 року. Надалі грав як основний воротар команди до кінця сезону 2015 року, взявши участь у 148 матчах чемпіонату.
В лютому 2016 року на правах вільного агента перейшов у данський «Оденсе». Відіграв за команду з Оденсе наступні два з половиною сезони своєї ігрової кар'єри. Граючи у складі «Оденсе», також здебільшого виходив на поле в основному складі команди і двічі поспіль у 2017 та 2018 роках ставав найкращим воротарем Данії, отримуючи нагороду «Золота клітка» дан. Det Gyldne Bur).
Влітку 2019 року, знову на правах вільного агента, після завершення контракту з «Оденсе», підписав угоду з чемпіоном Данії «Копенгагеном». Станом на 30 жовтня 2019 року відіграв за команду з Копенгагена 7 матчів в національному чемпіонаті.

## Виступи за збірні
2006 року дебютував у складі юнацької збірної Норвегії (U-17). Загалом на юнацькому рівні взяв участь у 8 іграх, пропустивши 3 голи.
Протягом 2008—2011 років залучався до складу молодіжної збірної Норвегії. На молодіжному рівні зіграв у 5 офіційних матчах, пропустив 2 голи.
11 червня 2013 року дебютував в офіційних матчах у складі національної збірної Норвегії в товариському матчі проти Македонії, замінивши Андре Гансена наприкінці гри. Стен став 150-м гравцем, який дебютував у збірній Норвегії під керівництвом Егіля Ульсена.
| Дата       | Місто    | Господарі          | Результат | Гості              | Турнір            | Голи | Примітки |
| ---------- | -------- | ------------------ | --------- | ------------------ | ----------------- | ---- | -------- |
| 11-6-2013  | Осло     | Норвегія           | 2 – 0     | Північна Македонія | товариський матч  | -    | 88'      |
| 18-1-2014  | Абу-Дабі | Польща             | 3 – 0     | Норвегія           | товариський матч  | -2   | 46'      |
| 11-11-2017 | Скоп'є   | Північна Македонія | 2 – 0     | Норвегія           | товариський матч  | -2   |          |
| 6-6-2018   | Осло     | Норвегія           | 1 – 0     | Панама             | товариський матч  | -    | 46'      |
| 7-6-2019   | Осло     | Норвегія           | 2 – 2     | Румунія            | Відбір до ЧЄ 2020 | -2   |          |
| Усього     |          | Матчів             | 5         |                    | Голів             | -6   |          |

## Титули і досягнення
- Володар Кубка Норвегії (2):

«Олесунн»: 2009, 2011